# Glaréole lactée
Glareola lactea
Espèce
Statut de conservation UICN

 LC  : Préoccupation mineure
La Glaréole lactée (Glareola lactea) est une espèce d'oiseaux limicoles de la famille des Glareolidae.

## Description
La glaréole lactée a, de la tête à la queue, une longueur de 17 à 19 cm. Cet oiseau à la queue fourchue attrape les insectes en vol.

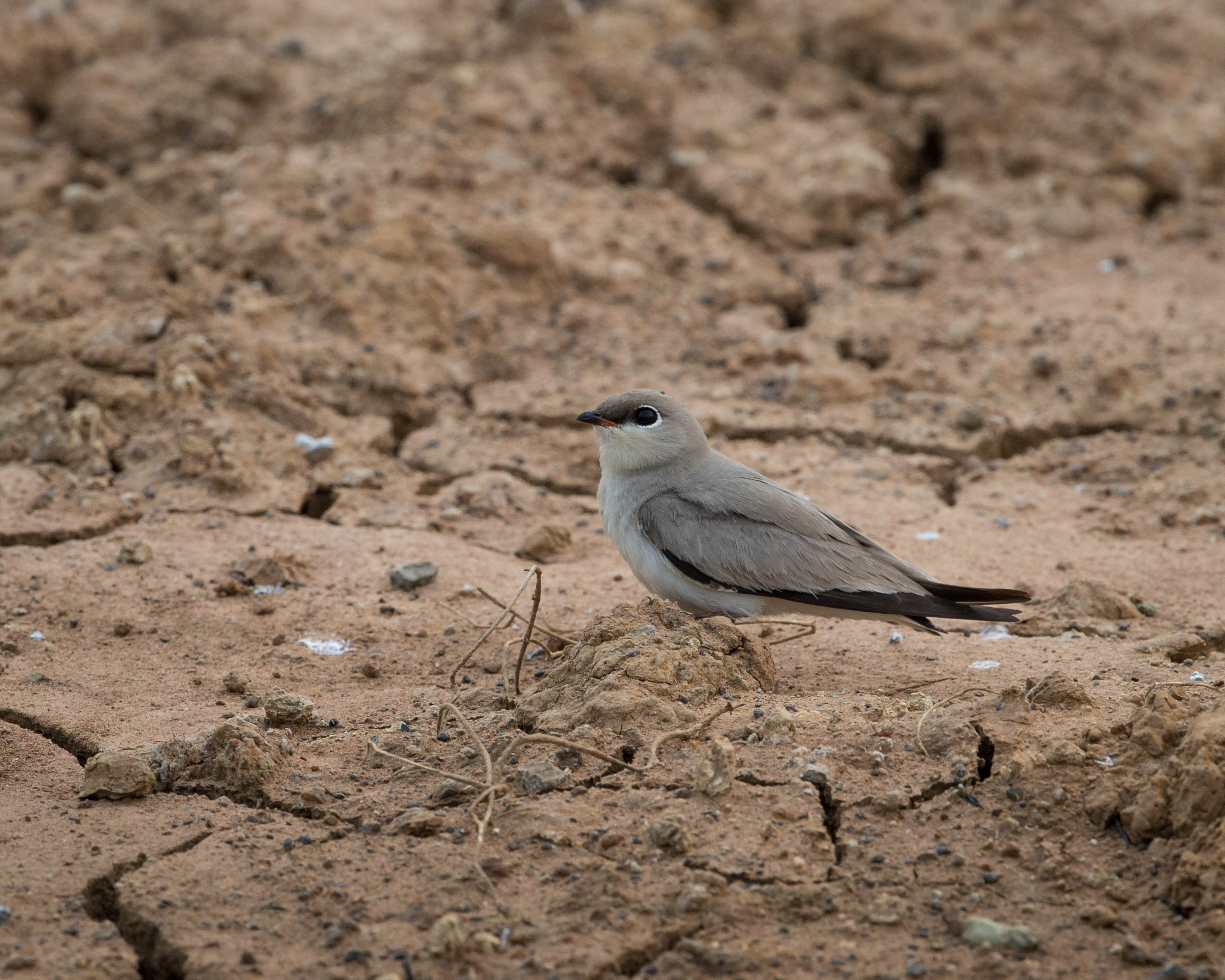
Glaréole lactée, Bueng Boraphet, Thaïlande

## Répartition
Cet oiseau vit en Asie du Sud et dans le nord de l'Asie du Sud-Est.